# Acaparament

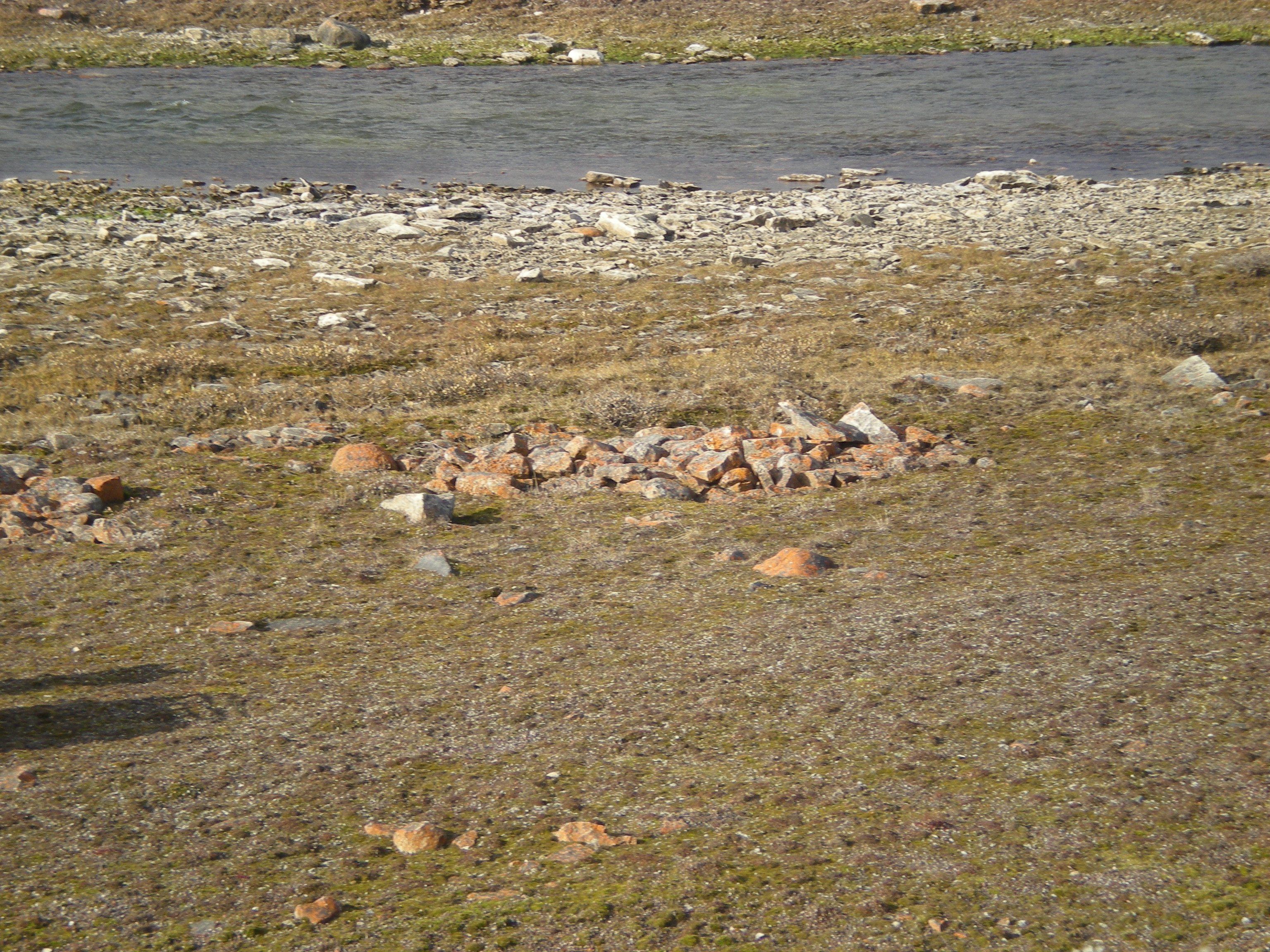
Acaparament de menjar d'un poble thule prop de Cambridge Bay, Nunavut, Canadà

L'acaparament és un comportament on les persones o els animals acumulen aliments o altres coses.

## Acaparament animal
L'acaparament és comú en diverses espècies d'aus així com en rosegadors, sent aliments el que principalment emmagatzemen. De tota manera, alguns ocells també recol·lecten garrepament altres elements, especialment si són mascotes. Les garses són infames per acaparar elements com diners i joies. Una teoria suggereix que l'acaparament humà pot estar relacionat amb el comportament acaparador animal, però no té evidència substantiva.

## Acaparament humà

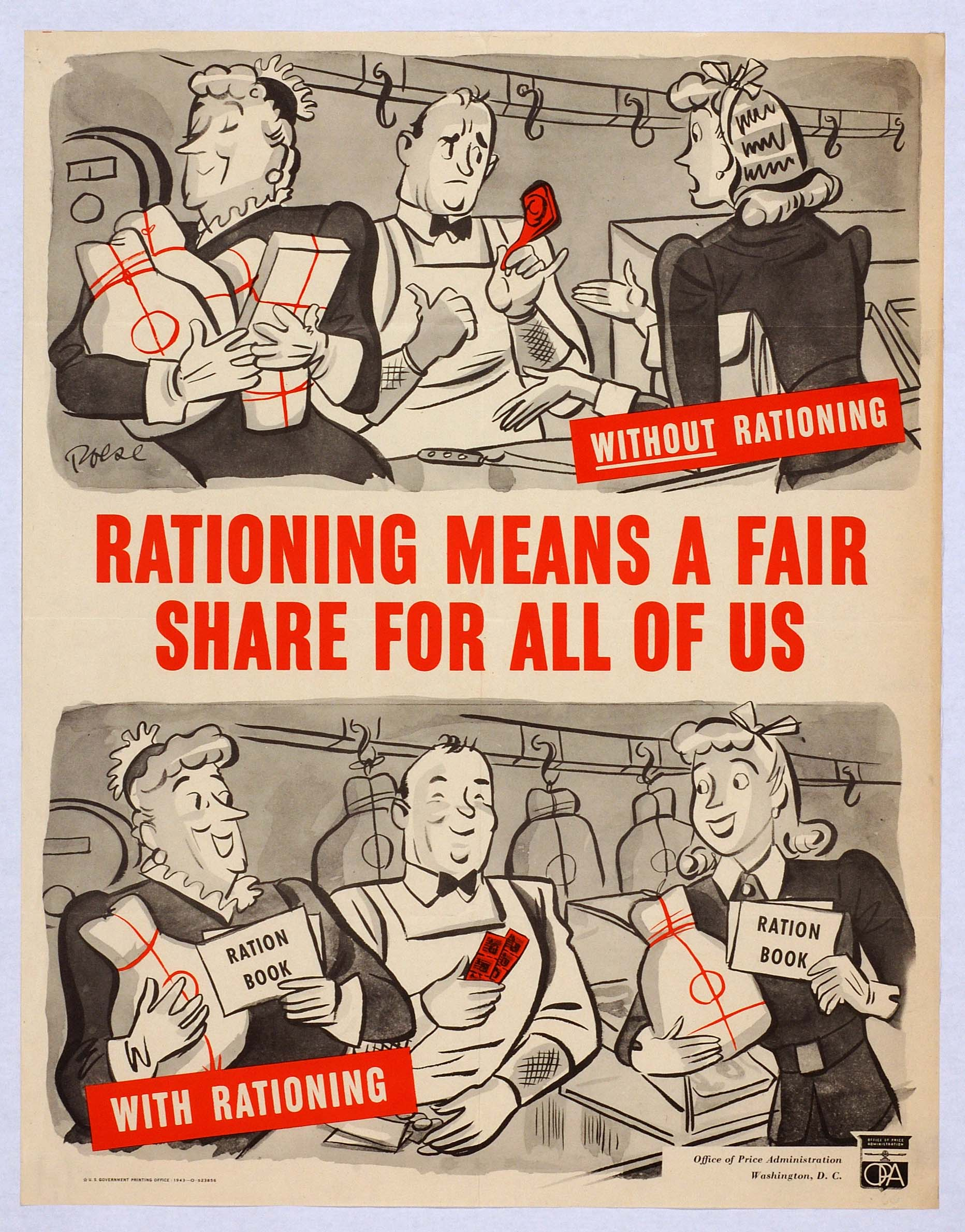
Una pancarta antiacaparament i pro-racionament als Estats Units en la Segona Guerra Mundial.

L'amenaça d'un desordre civil davant d'un desastre natural poden fer que algunes persones acaparin queviures, aigua, gasolina i altres elements essencials el subministrament dels quals, correcta o erròniament, creuen que aviat es reduirà. Els supervivencialistes, també coneguts com a preparacionistes, sovint posen en reserva grans subministraments d'aquests elements en anticipació d'un esdeveniment de desastre de més escala.

### Ansietat i acaparament

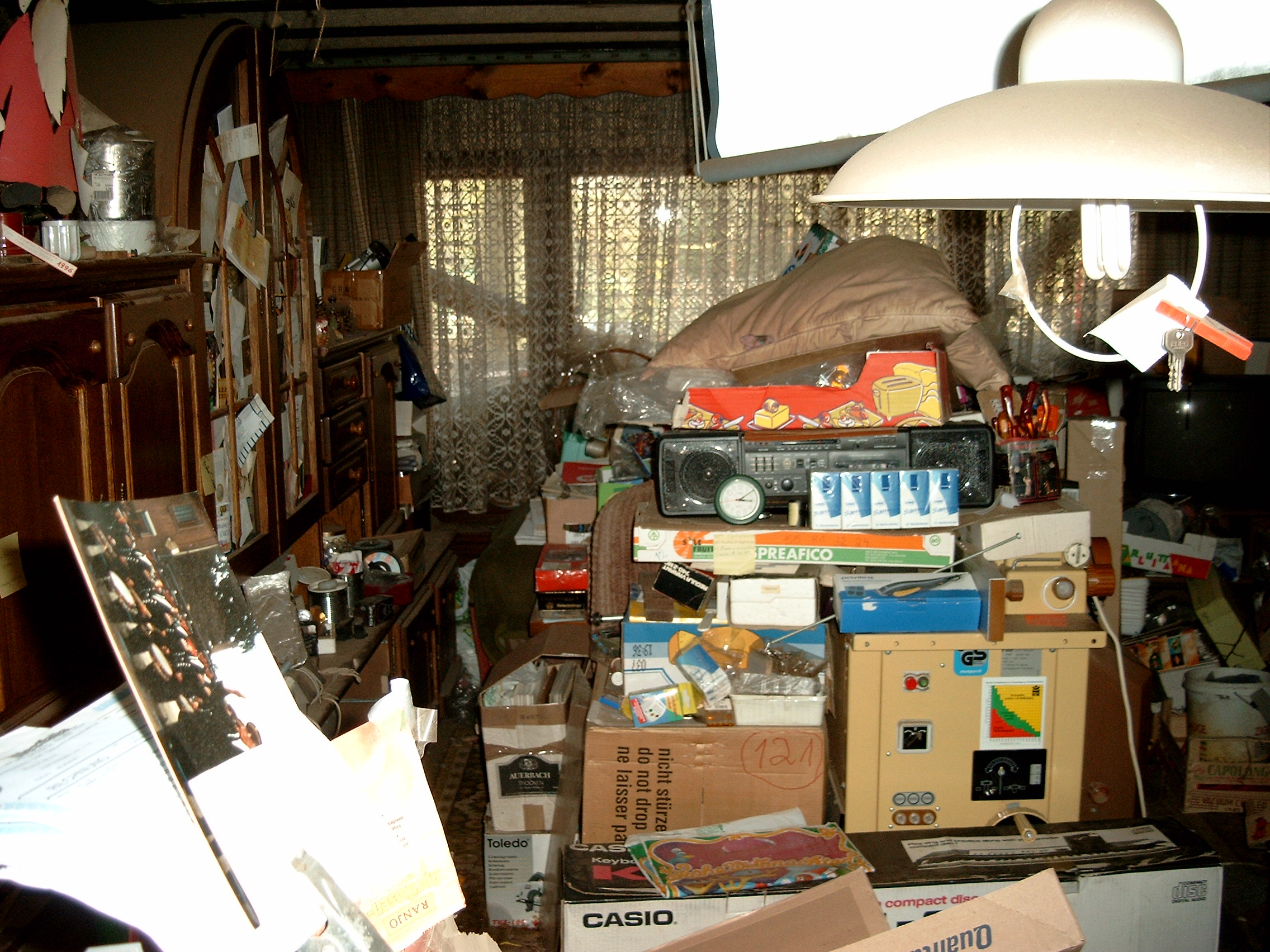
Apartament d´una persona amb acaparament compulsiu

Les persones que compleixen els criteris de diagnòstic per al trastorn d'acaparament tenen sentiments d'ansietat o incomoditat per descartar possessions que no necessiten. Aquesta incomoditat sorgeix d'un aferrament emocional a les possessions i una creença forta que les seves possessions seran necessàries en el futur. Les possessions prendran un valor sentimental que en supera el valor funcional. Això no difereix d'una persona sense desordre d'acaparament ; la diferència rau en la força d'aquest valor sentimental i quants elements adquireixen un valor sentimental. Descartar els fa sentir com que estan tirant una part de si mateixos.
En diversos casos, les cases poden generar un perill d'incendi (a causa de sortides bloquejades i papers apilats) o perill sanitari (a causa de la infestació d'insectes, excretes i detrits de mascotes excessives, menjar i escombraries acumulades o el risc que s'acumulin piles d'articles sobre els ocupants i que bloquegin les vies de sortida). L'acaparament afecta no només la persona que té aquest fort aferrament cap a les possessions, ja que altres persones que viuen a la llar i els veïns es poden veure afectats pel desordre. Les persones amb trastorn d'acaparament tenen una qualitat de vida tan pobra com les diagnosticades amb esquizofrènia. El desordre augmenta la tensió familiar, la incapacitat laboral, i el risc de condicions mèdiques serioses.
Segons la cinquena edició del Manual Diagnòstic i Estadístic dels Trastorns Mentals, els símptomes per al trastorn d'acaparament inclouen (Síndrome d'acaparador compulsiu):
A. Dificultat persistent per descartar o separar-se de les possessions, independentment del valor real.
B. Aquesta dificultat és deguda a la necessitat percebuda de guardar els elements i a l'angoixa associada en rebutjar-los.
C. La dificultat per descartar possessions resulta en l'acumulació d'elements que congestionen i desordenen les àrees de vida actives i en comprometen substancialment l'ús previst. Si les àrees habitables estan clares, és només a causa de les intervencions de tercers (per exemple, membres de la família, netejadors, autoritats).
D. L'acaparament causa angoixa o un deteriorament clínicament significatiu a les àrees socials, ocupacionals o altres àrees importants de funcionament (inclòs mantenir un entorn segur per a un mateix i per als altres).
E. L'acaparament no és atribuïble a una altra condició mèdica (com a dany cerebral, malaltia cerebrovascular, síndrome de Prader-Willi, etc.).).
F. L'acaparament no s'explica millor pels símptomes d'altres trastorns mentals (per exemple, obsessions en el trastorn obsessiu compulsiu, disminució de l'energia en el trastorn depressiu major, deliris a l'esquizofrènia o un altre trastorn psicòtic, dèficits cognitius en el trastorn neurocognitiu major, restricció d'interessos en el trastorn de l'espectre autista).

### Tractament
Actualment no hi ha cap medicació aprovada per l'Administració d'Aliments i Medicaments per tractar els símptomes d'acaparament. Alguns fàrmacs, com els inhibidors selectius de la recaptació de la serotonina (SSRIs) i els inhibidors de la recaptació de serotonina i noradrenalina (SNRIs), poden ser utilitzats per a persones diagnosticades amb aquest desordre.
El tractament primari per al trastorn d'acaparament és psicoteràpia individual. En particular, les teràpies cognitivoconductuals són considerades com l'estàndard per tractar el trastorn.